# Ofer Lahav
Ofer Lahav, né en 1959 à Tiberias en Israël, est un physicien, astronome et astrophysicien israélien-anglais. Il est le titulaire de la Chaire Perren d'astronomie et Head of Astrophysics à l'University College de Londres.

## Biographie
Il a étudié la physique à l'université de Tel Aviv, en Israël (Bachelor of Sciences en 1980), puis à l'université Ben Gourion du Néguev à Beer-Sheva, également en Israël (Master of Sciences en 1985, sous la supervision de Jacob Bekenstein). Enfin, il a obtenu son doctorat en astronomie à l'université de Cambridge en 1988.
Parmi ses principaux sujets de recherche figurent les preuves cosmologiques de la matière noire et de l'énergie sombre. À ce jour[Quand ?], Lahav a écrit plus de 160 articles scientifiques dans des revues à comité de lecture. Il figure comme l'un des auteurs les plus cités selon la base de données Thomson ISI.
Lahav est également Fellow of the Royal Astronomical Society, Fellow of the Institute of Physics, membre de l'Union américaine d'astronomie, membre de l'Union astronomique internationale et membre de l'Astronomical Society of India.